# I morti non pagano tasse
I morti non pagano tasse è  un film del 1952 diretto da Sergio Grieco.

## Trama
Il ragioniere Marco Vecchietti è vessato sul lavoro dai colleghi e dai superiori, mentre a casa la suocera lo rimprovera per i numerosi debiti. Il giorno in cui il padrone di casa si presenta per lo sfratto, giunge la risposta negativa per l'assegnazione di una casa, perché Marco Vecchietti risulta deceduto il 14 aprile 1944 a Cra, suo paese natale. Vecchietti decide di approfittare della situazione, aumentando ulteriormente i debiti, contando sul fatto di risultare morto per l'anagrafe. La suocera lo convince però a recarsi a Cra per chiarire la situazione.
Giunto a Cra, scopre che il sindaco, il segretario comunale e l'albergatore lo hanno registrato come vittima dell'unica bomba caduta sul paese; ciò permette di avere un caduto durante la guerra e sopravanzare in graduatoria il paese vicino, San Martino, in modo da ottenere la costruzione di una stazione ferroviaria. Il sindaco possiede infatti i terreni su cui dovrebbe passare la nuova ferrovia. Vecchietti arriva a Cra proprio il giorno dell'inaugurazione del monumento a proprio nome.
Vecchietti decide di approfittare della situazione e inizia a ricattare il sindaco e gli altri due responsabili della truffa, anche per fare del bene alla cittadinanza. Assume anche il nome del commendator Giovanni Rossi, grazie a documenti rilasciati dal sindaco di Cra. Dopo qualche tempo giunge in paese anche la suocera di Vecchietti, che viene subito fatta ricoverare in manicomio dal sindaco per evitare lo scandalo.
Vecchietti decide di partire da Cra per evitare ulteriori problemi, ma sul treno incontra un agente del fisco che sta cercando proprio il commendator Giovanni Rossi che non ha pagato tasse nei trenta anni precedenti.

## Incassi
L'incasso accertato sino a tutto il 31 marzo 1959 fu di 113.303.232 di lire.